# Libertad (álbum de Airbag)
Libertad es el quinto álbum de estudio del grupo musical de Argentina de hard rock y rock alternativo Airbag, lanzado en el año 2013. Fue editado por Del Ángel Discos y distribuido por Sony Music Entertainment. Fue grabado en los estudios El Pie y El Oráculo y fue producido por el mismo grupo, como en sus últimos álbumes, este álbum vuelve al sonido hard rock del grupo, con algunos remisencias del álbum anterior Vorágine (sintetizadores y algunas canciones sobrantes). 
Es el álbum más exitoso del grupo musical, en cuanto a los sencillos y videos musicales que tuvieron un gran recibimento, incluyendo algunos de las canciones más conocidas como «Por mil noches», «Noches de insomnio», además «Fugitivo», contó con la colaboración de Ricardo Mollo en el solo de guitarra de la canción.
Airbag volvió a tener la popularidad que había tenido con sus dos primeros álbumes, incluso niveles más altos, logrando llenar el estadio Luna Park tres veces en un año.
Además, en este álbum es la primera vez que Gastón (bajista del grupo musical) canta enteramente una canción («Testigos de la destrucción»), concientizando del daño que los seres humanos le hacemos al planeta Tierra.

## Información
El primer sencillo que dan a conocer es «Por mil noches» con «Libertad» como lado B. Emprendieron una gira por el interior del país, después de tocar tres noches en el Luna Park. Recibieron dos nominaciones a los Grammy y ganaron un premio de MTV Europa a Mejor Artista Latino. 
De este álbum se lanzaron cinco videos musicales, «Por mil noches», «Noches de insomnio», «Todo pasa», «Sonidos criminales» y «Fugitivo». «Sonidos criminales» se llevó dos premios al mejor videoclip del año 2015, por la cadena de televisión Quiero música en mi idioma, Mejor video banda y por la revista digital "stereomusica.com" Mejor videoclip del año. 
Ese mismo año también participaron en la banda sonora de la película Naturaleza muerta (película estrenada en el Festival de Cannes 2014), con la canción del mismo nombre y su correspondiente video musical. Patricio actuó en algunas escenas del filme. En la canción «Fugitivo», Ricardo Mollo grabó el solo de guitarra.
La presentación del álbum fue en el estadio Luna Park el 12 de diciembre de 2014, así como también en celebración de los 10 años del grupo musical; este concierto fue conocido como "Primer Round". El 28 de junio de 2015 vuelven a presentarse allí, conocido como "Segundo Round". El 27 de noviembre de 2015 vuelven a llenar el estadio Luna Park, cerrando el ciclo de Libertad en el "Tercer Round", con el concierto más largo de la historia del grupo, incluyendo un set acústico. Coincidió con los 2 años de lanzamiento del álbum de estudio.

## Lista de canciones
- Todas las canciones compuestas por Patricio Sardelli, Guido Sardelli y Gastón Sardelli.

| N.º   | Título                          | Duración |  |
| 1.    | «Fugitivo» (con Ricardo Mollo)  | 4:01     |  |
| 2.    | «Algo personal»                 | 5:12     |  |
| 3.    | «Por mil noches»                | 4:43     |  |
| 4.    | «Sube sube (El peso del mundo)» | 3:56     |  |
| 5.    | «Sacrificios»                   | 3:29     |  |
| 6.    | «Noches de insomnio»            | 3:32     |  |
| 7.    | «Todo pasa»                     | 2:47     |  |
| 8.    | «La moda del montón»            | 3:37     |  |
| 9.    | «Navidad»                       | 2:41     |  |
| 10.   | «Sonidos criminales»            | 3:52     |  |
| 11.   | «Libertad»                      | 4:16     |  |
| 12.   | «Acrata» (instrumental)         | 1:56     |  |
| 13.   | «Multitud»                      | 3:28     |  |
| 14.   | «Kalashnikov»                   | 3:38     |  |
| 15.   | «Testigos de la destrucción»    | 3:18     |  |
| 54:34 |                                 |          |  |

## Sencillos
- «Por mil noches» (2013)
- «Noches de insomnio» (2014)
- «Algo personal» (2014)
- «Todo pasa» (2015)
- «Sonidos criminales» (2015)
- «Fugitivo» (2015)

## Ficha técnica
- Patricio Sardelli: Voces, guitarras, piano, sintetizadores, órganos, teclados, orquestación y coros.
- Guido Armido Sardelli: Batería, voces, piano, percusión, guitarra y coros.
- Gastón Sardelli: Bajo, programación, edición y coros.

- Ricardo Mollo: Guitarra líder y solo de guitarra en «Fugitivo».

Personal adicional
- Airbag: Mezcla, producción musical, letras y música.
- Martín Muscatello: Ingeniero de grabación y mezcla.
- José Maradei: Asistente de grabación.
- Neil Pickles: Masterización.
- Tony Silva: Diseño gráfico y fotografía de «Por mil noches».
- Paola Lambertin: Fotos.